# Alysia provancheri
Alysia provancheri är en stekelart som beskrevs av Dalla Torre 1898. Alysia provancheri ingår i släktet Alysia och familjen bracksteklar. Inga underarter finns listade i Catalogue of Life.